# ثوم عالي
ثوم عالي (الاسم العلمي: Allium altissimum) هو نوع من النباتات يتبع جنس الثوم من فصيلة النرجسية.